# Johan Theodor Tornblad
Johan Theodor Tornblad född 6 oktober 1833 i Södra Åby socken, Malmöhus län, död 17 juni 1925 i Anderslövs församling, Malmöhus län, var en svensk allmogemålare och klockare. 
Tornblad, som var verksam under 1800-talet, efterträdde sin far Bengt Tornblad som klockare i Södra Åby socken i Skåne och var vid sidan av sin tjänst verksam som allmogemålare. Han utförde huvudsakligen dekorationsmålningar i Södra Åby socken varav några dörröverstycken finns bevarade. 
Han var i sitt gifte med Karna Jönsdotter och far till Hjalmar Tornblad.